# Cheiracanthium crucigerum
Cheiracanthium crucigerum är en spindelart som beskrevs av William Joseph Rainbow 1920. Cheiracanthium crucigerum ingår i släktet Cheiracanthium och familjen sporrspindlar. Inga underarter finns listade i Catalogue of Life.